# Natascha Kampusch

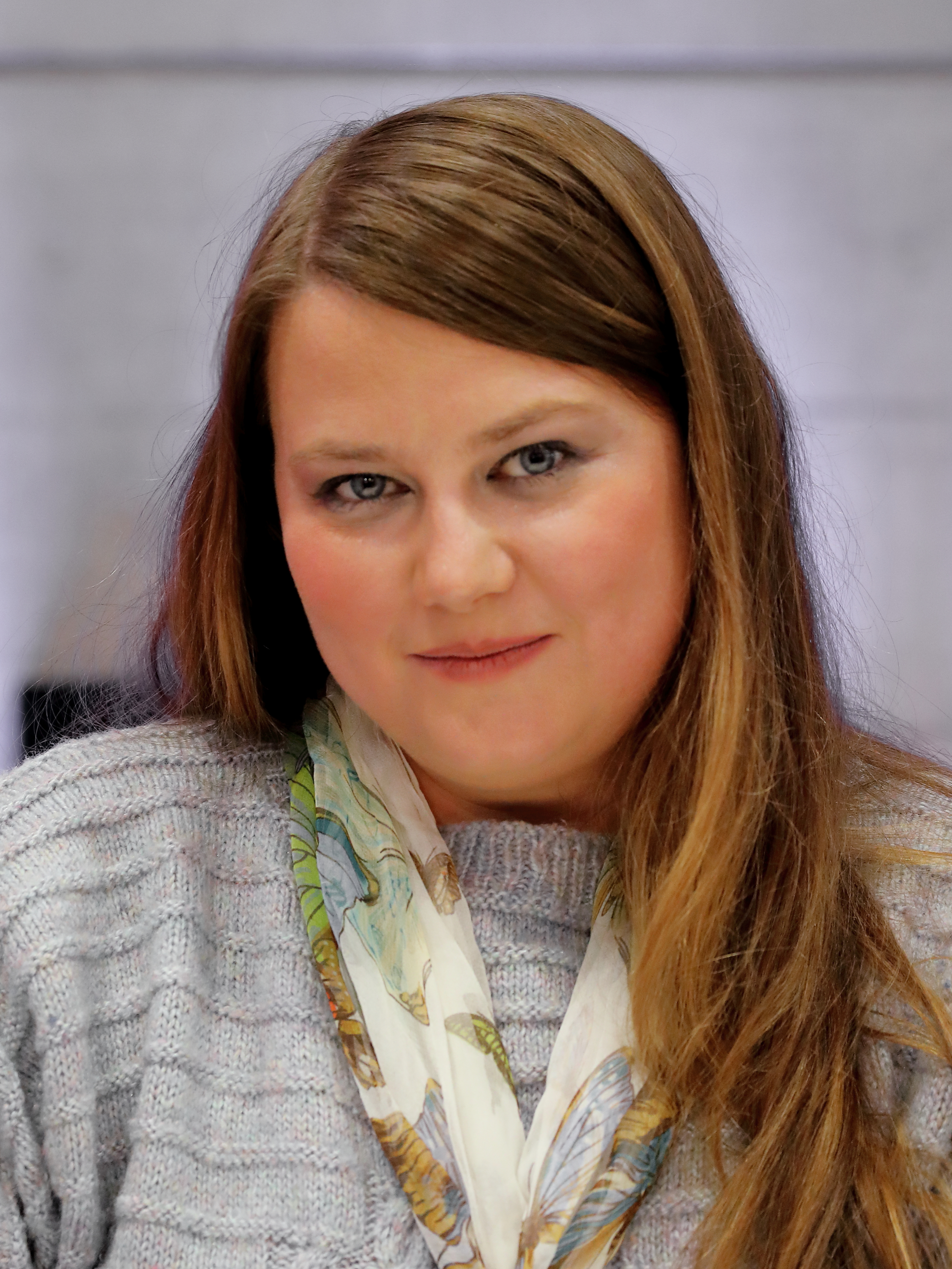
Natascha Kampusch (2019)

Natascha Maria Kampusch (* 17. Februar 1988 in Wien) ist eine österreichische Autorin, Schmuckdesignerin und ehemalige Fernsehmoderatorin. Bekannt wurde sie 2006, als es ihr gelang, einem Entführer zu entkommen, der sie mehr als acht Jahre lang ihrer Freiheit beraubt hatte.
Im Jahr 1998 wurde sie als zehnjähriges Kind von Wolfgang Přiklopil in Wien entführt und anschließend in seinem Haus in Strasshof an der Nordbahn, östlich von Wien, gefangen gehalten. Ihr Auftauchen, nachdem sie sich selbst befreit hatte, löste ein weltweites Medienecho aus. Aufgrund ihrer medialen Bekanntheit und ihres souveränen Auftretens erhielt sie eine eigene Talkshow namens Natascha Kampusch trifft, die sie 2008 moderierte und in der sie prominente Gäste wie etwa Niki Lauda zum Gespräch empfing.
Seit 2010 tritt Natascha Kampusch auch als Autorin in Erscheinung. So veröffentlichte sie ihre Autobiografie 3096 Tage, die sie zusammen mit Heike Gronemeier und Corinna Milborn verfasst hatte. Das Buch belegte Platz 1 der Bestsellerlisten. 2016 veröffentlichte sie ihr zweites erneut autobiografisches Buch 10 Jahre Freiheit, wieder zusammen mit Heike Gronemeier. 2019 erschien, diesmal mit Niki Uzelac geschrieben, ihr Sachbuch Cyberneider – Diskriminierung im Internet über Mobbing im Internet, und 2022  Stärke zeigen – Bewältigungsstrategien für ein kraftvolles Leben mit Judith Schneiberg.

## Leben

### Herkunft und frühe Jahre
Kampusch wurde als Tochter der gelernten Schneiderin Brigitta Sirny (geborene Kampusch) und des Bäckermeisters Ludwig Koch geboren. Ihre Eltern, die nicht miteinander verheiratet waren, trennten sich, als sie noch ein Kind war. Natascha hat mütterlicherseits zwei Halbschwestern; die älteste ist 20 Jahre, die zweite 19 Jahre älter als sie. Vor ihrer Entführung besuchte sie die vierte Klasse der Volksschule.

### Entführung
Am Morgen des 2. März 1998 wurde Kampusch auf dem Weg zur Schule von Wolfgang Přiklopil in einen Kleintransporter gezerrt und in der Folge 3096 Tage lang im niederösterreichischen Strasshof an der Nordbahn festgehalten. Sie konnte am 23. August 2006 flüchten. Přiklopil starb noch am selben Tag durch Suizid.
Die Umstände der Entführung und Gefangenschaft sowie mögliche Verfehlungen der Ermittlungsbehörden wurden von Medien detailliert thematisiert. Die anhaltende Diskussion führte zur Einsetzung einer Evaluierungskommission und zweier parlamentarischer Untersuchungsausschüsse.

### Schulausbildung
Im Juni 2008 holte Kampusch den Hauptschulabschluss nach und begann eine Ausbildung zur Goldschmiedin, die sie abbrach.

### Fernsehen

Logo der Fernsehsendung Natascha Kampusch trifft

Nach ihrer Selbstbefreiung entschloss sich Kampusch, im Fernsehen vereinzelte Interviews zu geben. Das erste wurde von Christoph Feurstein geführt und am 5. September 2006 im ORF ausgestrahlt. Feurstein interviewte sie in der Folgezeit mehrfach und drehte 2016 den Dokumentarfilm Natascha Kampusch – ihr Leben zehn Jahre nach der Flucht, der sie in Beruf und Freizeit, allein und mit langjährigen Freunden, Familie und anderen Bezugspersonen zeigt. Kampusch war immer wieder auch in Talkshows zu Gast, darunter DAS! und Markus Lanz.
Zwischen Juni und Oktober 2008 war Kampusch Moderatorin einer eigenen Fernsehsendung namens Natascha Kampusch trifft im österreichischen Sender Puls 4. Die Sendung wurde nach drei Folgen (mit den Gästen Niki Lauda, Stefan Ruzowitzky und Veronica Ferres) eingestellt.

### Autorin
2010 veröffentlichte Natascha Kampusch ihre Autobiografie 3096 Tage, die zu einem Bestseller auf dem deutschen und österreichischen Buchmarkt wurde. Die Rezensentin Kim Kindermann lobt an dem Buch, dass es nicht schwarz-weiß zeichne und Kampusch keineswegs als bloß hilfloses Opfer darstelle. Sie sei „nicht in den ewigen Misshandlungen, in dem Kummer und der Hilflosigkeit (ertrunken), sondern sie schafft es aus eigener Kraft, Distanz zu wahren, in die innere Immigration (sic!) zu gehen, ohne sich zu verlieren“.
2013 lief der Film 3096 Tage in den Kinos an, der Kampuschs Geschichte auf Vorlage des von ihr verfassten Buches nacherzählt.
2016 veröffentlichte sie anlässlich des Zehn-Jahres-Jubiläums ihrer Selbstbefreiung ihr zweites Buch, Natascha Kampusch: 10 Jahre Freiheit.
2019 erschien das Buch Cyberneider – Diskriminierung im Internet über Mobbing und Hate Speech im Internet; das erste ihrer Bücher, welches nicht primär biographisch orientiert ist, in dem sie jedoch auch von eigenen Erfahrungen berichtet.
2022 erschien Stärke zeigen – Bewältigungsstrategien für ein kraftvolles Leben, gemeinsam geschrieben mit Judith Schneiberg.

### Schmuckdesignerin
Bereits seit ihrer Kindheit war es der Traum von Kampusch, Schmuckdesignerin zu werden. Im Jahr 2017 veröffentlichte sie ihre Schmuckkollektion Fiore  (italienisch für Blume). Nach Aussagen von Kampusch soll die Blume ihre Lebensgeschichte symbolisieren. Der Stängel der Blume hat einen Knick. Nach dem Knick folgt ein Aufschwung, der in der Blüte mündet. Der Knick entspricht den Jahren der Entführung.
Die von ihr gestalteten Schmuckstücke bestehen aus Sterlingsilber. Die Goldschmiedin Gerda Guggenberger fertigt die Schmuckstücke nach Kampuschs Entwürfen an.

### Karitative Unternehmungen
Im Oktober 2011 eröffnete Natascha Kampusch ein Krankenhaus mit 25 Betten in Sri Lanka, das sie in Zusammenarbeit mit der Hilfsvereinigung Don Bosco mit den nach ihrer Befreiung erhaltenen Spenden finanzierte.

## Familie
Ihr Vater, Ludwig Koch, erhob in seinem 2013 erschienenen Buch schwere Vorwürfe gegen seine Tochter. So stellte er ihre Beschreibung der Entführung teilweise in Frage. Außerdem versuchte Koch, die Aufführung des Films 3096 Tage zu stoppen. Entgegen der Behauptungen in verschiedenen Medien hat Natascha Kampusch weder zu ihrem Vater noch zu ihrer Mutter den Kontakt abgebrochen, wie sie in einem ORF-Interview im Juli 2016 bestätigte.

## Publikationen
- 3096 Tage (mit Corinna Milborn und Heike Gronemeier). List, Berlin 2010, ISBN 978-3-471-35040-9; Ullstein, Berlin 2013, ISBN 978-3-548-37507-6.
- 10 Jahre Freiheit (mit Heike Gronemeier). List, Berlin 2016, ISBN 978-3-471-35129-1; Ullstein, Berlin 2018, ISBN 978-3-548-37728-5.
- Cyberneider – Diskriminierung im Internet. Dachbuch Verlag, Wien 2019, ISBN 978-3-903263-12-3.
- Stärke zeigen – Bewältigungsstrategien für ein kraftvolles Leben (mit Judith Schneiberg). Dachbuch Verlag, Wien 2022, ISBN 978-3-903263-53-6.

## Dokumentationen
- Christoph Feurstein: Natascha Kampusch – Das erste Interview, ORF, Thema (Fernsehsendung), 2006
- Christoph Feurstein: Natascha Kampusch – ihr Leben 10 Jahre nach der Flucht, ORF, Thema (Fernsehsendung) Spezial, 2016
- Florence Hainaut und Myriam Leroy: #dreckshure (französisch: #SalePute). Dokumentarfilm, 59 Min, Belgien, 2021[25]
- Vom Opfer zum plötzlichen Hassobjekt | Der Fall Natascha Kampusch im YouTube-Kanal Der Fall